# Suiza en los Juegos Paralímpicos de Heidelberg 1972
Suiza estuvo representada en los Juegos Paralímpicos de Heidelberg 1972 por un total de 36 deportistas, 32 hombres y cuatro mujeres.

## Medallistas
El equipo paralímpico suizo obtuvo las siguientes medallas:
| Nombre                        | Deporte       | Evento                                        |
| ----------------------------- | ------------- | --------------------------------------------- |
| Oro                           |               |                                               |
| Ernst Michel                  | Atletismo     | Jabalina de precisión clase abierta masculino |
| Hans Rosenast                 | Tenis de mesa | Individual 1A masculino                       |
| Rainer Küschall Hans Rosenast | Tenis de mesa | Dobles 1A masculino                           |
| Plata                         |               |                                               |
| Hans Rosenast                 | Atletismo     | Peso 1A masculino                             |
| Ursula Schatz                 | Tenis de mesa | Individual 1A femenino                        |
| Bronce                        |               |                                               |
| Ernst Michel                  | Halterofilia  | Peso ligero masculino                         |
| Gilberte Brasey Ursula Schatz | Tenis de mesa | Dobles 1A-1B femenino                         |
| Rolf Zumkehr                  | Tenis de mesa | Individual 1A masculino                       |
| Rainer Küschall               | Tenis de mesa | Individual 1A masculino                       |